# Burdon
Burdon är en civil parish i Sunderland i Storbritannien. Den ligger i grevskapet Tyne and Wear och riksdelen England, i den centrala delen av landet, 400 km norr om huvudstaden London. Antalet invånare är 971. Arean är 5,2 kvadratkilometer.
Terrängen i Burdon är platt.